# Chorthippus savalanicus
Chorthippus savalanicus är en insektsart som beskrevs av Boris Petrovich Uvarov 1933. Chorthippus savalanicus ingår i släktet Chorthippus och familjen gräshoppor. Inga underarter finns listade i Catalogue of Life.